# 森浦湾くじらの海
森浦湾くじらの海（もりうらわんくじらのうみ）とは、和歌山県東牟婁郡太地町の森浦湾（もりうらわん）に2017年に開設が予定されていたクジラのテーマパーク（観光牧場、サファリパーク）の構想である。「森浦湾鯨の海」と表記されたり、「クジラ牧場」とも呼ばれる。半自然の入り江で、牧場のように、比較的小型の鯨類（ミンククジラ、ゴンドウクジラ、イルカ類）を放し飼いにして、人々が簡単に見られるようにし、また、太地町立くじらの博物館の研究機能を強化する構想である。2004年に公表され、構想全体は30年計画で進められる。この"海の牧場"は、完成すれば世界初とされる。

## 背景
国際捕鯨委員会 (IWC) による商業捕鯨モラトリアムによって1988年に商業捕鯨が中止となった。その後、伝統的捕鯨地域社会である太地は人類の福祉のため、鯨類を生物資源として持続可能に利用した。その伝統産業としての鯨類の利用により、国際捕鯨委員会の管理対象外の一部の鯨種を対象にした小型捕鯨、いるか漁業の追い込み網漁業と突きん棒漁業が存続した。また、商業捕鯨モラトリアムで商業捕鯨が中止になった1988年に、和歌山県社会経済研究所は、「捕鯨基地太地町の再生と国際鯨類研究センター構想」と題する調査研究を実施し、翌1989年に報告書を作成し、国際鯨類研究センターの設置の必要性を提言した。太地では「平成の大合併」が盛んに行われた時期にも、太地町の住民は、"鯨の町"としての自負心と誇りとを強く持ち、人口わずか 3,600 人（当時）の1889年（明治22年）から続く小さな町にもかかわらず、隣町との合併反対を唱えた三軒一高を町長に選び、町の自治独立を維持する決断をした。町は、その地域のアイデンティティ保持の決断に伴い、長い伝統のある捕鯨文化を遵守する道を選んだ。有権者に強く支持された三軒は、太地町の独自の発展のための長期総合計画を立て、森浦湾くじらの海は計画の中核となった。
太地町の森浦湾は、手付かずの自然海岸を有する。また、湾は三方を山に囲まれているため、悪天候時、熊野灘にあっても波が静かと知られており、帆船時代には太平洋に面した屈指の良港として利用され、悪天候の際の避難港にもなっていた。波が余りたたない平穏さが保てる森浦湾は、昭和の頃は真珠養殖が盛んに行われるほどだった。しかし、自然環境の激変で、真珠産業がふるわなくなり、雇用がしぼんでしまっていた。

## 構想

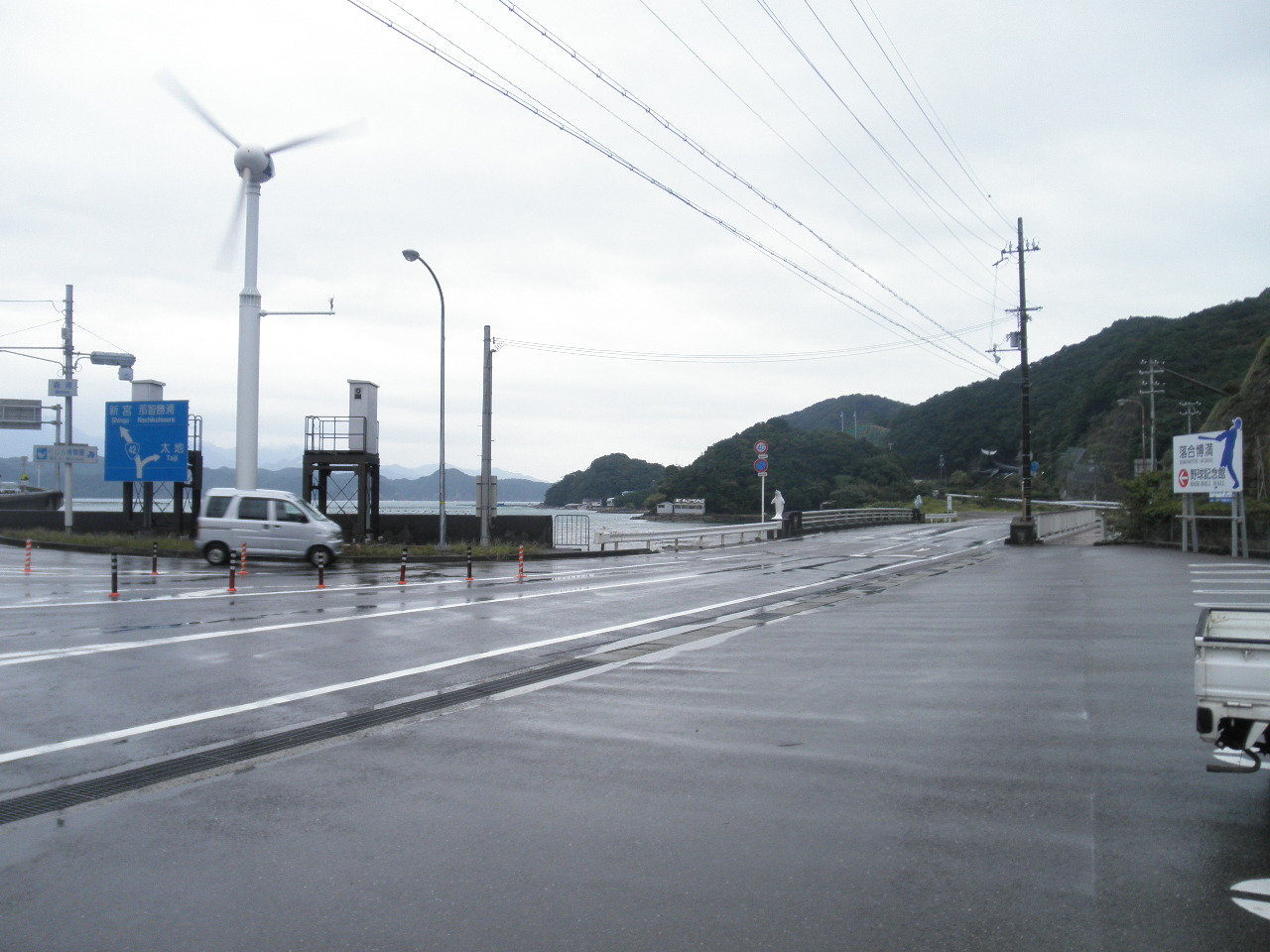
森浦湾に面する国道42号

「森浦湾くじらの海」では、太地町立くじらの博物館の建つ常渡（じょうよ）半島の西に面した森浦湾において、比較的小型の鯨類を放し飼いにする予定である。計画では常渡半島の側に店舗、対岸にカヤックの休憩所が設置される。人々に放し飼いのイルカやクジラとの触れ合いと癒しの場と提供し、将来的には、森浦湾を世界初の“海の牧場”とする。
具体的には、森浦湾の奥の網干ノ鼻（あぼしのはな）と対岸との間およそ400メートルを網で仕切り、広さ28万平方メートルの畜養場を作り、コビレゴンドウ、ハナゴンドウ、オキゴンドウ、バンドウイルカなど7種ほどのクジラやイルカ約 100 頭程度、並びに将来的にはミンククジラを飼育し、それらと触れ合えるシーカヤックやダイビングの事業、湾内で鯨類の繁殖、湾に沿った遊歩道の整備や海水浴場の整備、更に、一部に明治の頃まで森浦湾に存在していた干潟の再生、古式捕鯨の時代の和田家の捕鯨基地の再現や、太地町立くじらの博物館の充実、国道42号沿いに鯨料理のレストランなどがある道の駅「たいじ（仮称）」を設置、また、鯨類の学術研究の町を築くために、くじら浜公園に研究施設と宿泊施設とを整備し、更に、日本鯨類研究所の支所を大型保養施設「グリーンピア南紀」の跡地に誘致したり、くじら浜公園周辺に学術研究エリアを設け、国内外の研究者に開放する計画となる。

### 鯨博士・大隅清治の考え
日本鯨類研究所の大隅清治は1988年の商業捕鯨モラトリアムによる捕鯨の中止の頃から、国際鯨類研究センターの必要性を考えていた。森浦湾くじらの海と、隣接するくじらの博物館を中核として、国際鯨類研究センターが設立されれば、太地町は、世界屈指の鯨類の総合研究のメッカとなることが期待される。また、ホエールウオッチングやドルフィンスイミングの楽しみを享受できる者は健康な若者に限られており、船に乗れない老人や子供、体の不自由な人達から、鯨類に接する楽しみや癒しの場を奪っており、森浦湾くじらの海はそれらの弱者にも機会を与え、また、従来の水族館よりも半自然的な場としての「海のサファリパーク」を実現するところに特徴がある。また、将来的には、鯨類を訓練して仕切り網を撤去して自由に泳がせるまでに飼育技術を発展させ、放し飼いを行う計画がある。なお、ミンククジラ標本の入手方法は、この鯨種は時々太地漁業組合の定置網によって混獲されるので、その機会を利用すれば比較的容易とする見解を述べた。他に、大海原を動き回るクジラの集団飼育は可能であり、クジラは大昔はそのエサ場と繁殖場は一緒であり、温暖化でエサ場が冷たい海域に移動したため、広い範囲を移動するようになっただけであると述べた。

## 経過
2004年までに、太地町で『鯨の民の鯨による町作り計画』が作成された。クジラは太地町民の生活や精神に欠かすことの出来ない海産物であり、"鯨一頭捕れば、七浦が潤う"の言い回しの通り、クジラ一色で七浦を潤していこう（クジラの町・太地町をもう一度、クジラによって活性化しよう）とする地域再生計画ができ、2005年に小泉内閣に提出された。この時の計画は、世界で初めてとなる"クジラの放牧場"を開設し、そこでカヤック事業などを実施することで、低迷する太地町の観光の起爆剤になることを期待したものだった。この構想は30年計画とされた。
2006年に太地町は「過去・現在・未来、くじらに関わる町 太地」というスローガンの基本目標を定めた 10 か年（2015年まで）の長期計画を定め、その後、森浦湾の構想委員会が2010年に検討に入り、全国漁港漁場協会に調査を委託し、2011年からは「くじら文化の継承と発展」が基本方針の一つに掲げられ、「森浦湾くじらの海構想の推進」が主要施策となった。また、この森浦湾鯨の海構想は、「森浦湾クジラ牧場計画」とも称し、2012年頃からマスメディアが「クジラ牧場」と伝え始めた。